# Lletres de batalla
Lletres de batalla sind katalanische Fehdebriefe, die über den oft als trocken empfundenen juristischen Formelstil hinaus persönlichen literarischen Stil der verschiedenen katalanischen Ritter erkennen lassen und teilweise durch ausgefeilte Ironie gewürzt sind. Die Lletres de batalla wurden oftmals öffentlich angeschlagen und somit Teil des literarischen Lebens.
Wichtig ist insbesondere der Einfluss auf die mittelalterlichen katalanischen Ritterromane, die mit Vorliebe die Handlung durch die Lletres de batalla verzögern.